# Rizarió
Rizarió är en ort i Grekland.   Den ligger i prefekturen Trikala och regionen Thessalien, i den centrala delen av landet, 240 km nordväst om huvudstaden Aten. Rizarió ligger 114 meter över havet och antalet invånare är 821.
Terrängen runt Rizarió är huvudsakligen platt, men åt nordost är den kuperad. Terrängen runt Rizarió sluttar söderut. Runt Rizarió är det ganska tätbefolkat, med 86 invånare per kvadratkilometer. Närmaste större samhälle är Trikala, 3,3 km nordväst om Rizarió. Trakten runt Rizarió består till största delen av jordbruksmark.